# Oswald (Sussex)

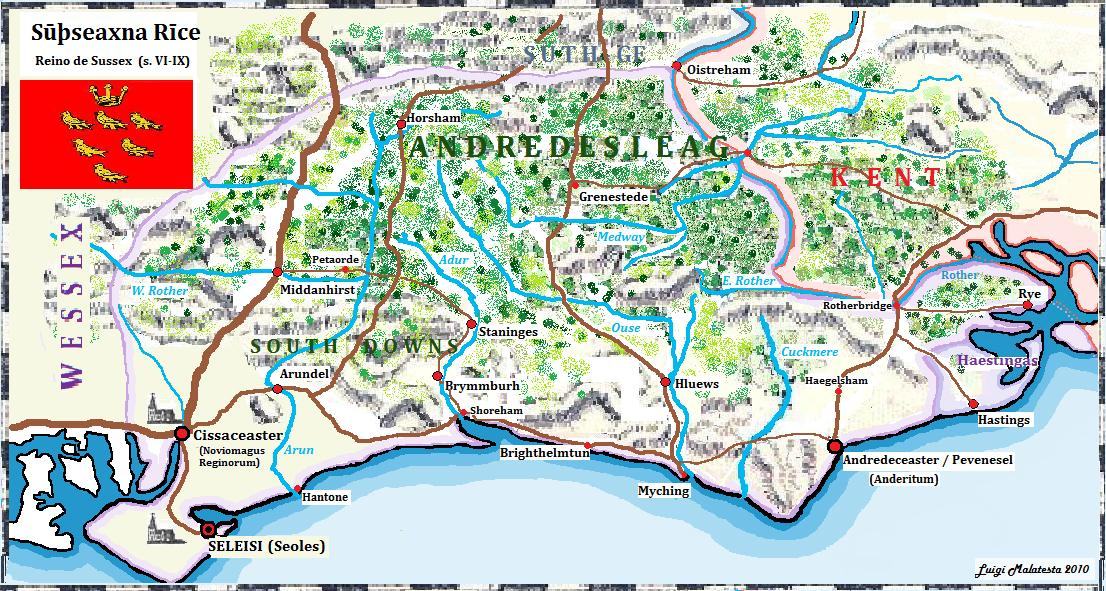
Sussex in angelsächsischer Zeit

Oswald (auch Osuualdus; fl. 772) war ein Herrscher des angelsächsischen Königreiches Sussex in der zweiten Hälfte des 8. Jahrhunderts.

## Leben
Die Chronologie ist wegen der schwachen Quellenlage des 8. Jahrhunderts für Sussex sehr unsicher. Die genauen Lebens- und Regierungsdaten Oswalds sind unbekannt, belegt ist er lediglich in einer  Charta des Jahres 772. Seine Herkunft ist unbekannt. Sussex stand seit dem Ende des 7. Jh. deutlich im Schatten des Nachbarreiches Wessex.
Vermutlich war Oswald ein König in Sussex, der in den 760er Jahren offenbar gemeinsam mit Osmund, Ælfwald und Oslac regiert hat. Anfang der 770er Jahre wurde die politische Lage in Sussex offenbar instabil, was Offa von Mercia (757–796) für sich nutzte. Im Jahr 771 besiegte Offa aus Kent kommend die Hæstingas im Osten von Sussex und unterwarf dann das gesamte Königreich Sussex. Offa konnte im Jahr 772 über Ländereien in Sussex nach eigenem Ermessen verfügen. Die einstigen Könige (Oswald, Osmund, Ælfwald und Oslac) trugen in einer Charta, die sie als Zeugen unterschrieben, nur noch den Titel Dux bzw. Ealdorman. In dieser Charta trägt Oswald den Titel dux Suðsaxorum (Ealdorman der Süd-Sachsen). Einige Historiker leiten daraus eine gewisse Vorrangstellung gegenüber den anderen duces ab. Mit dem Jahr 772 verschwand Oswalds Name aus den Urkunden. Sein Todesjahr ist unbekannt.